# Evie Templeton
Evie Templeton, född den 3 januari 2009 i Barbados, är en brittisk skådespelare.
Templeton har bland annat lånat ut sin röst till TV-spelet Silent Hill 2 där hon spelade karaktären Laura. Hon kommer även spela Laura i kommande skräckfilmen Return to Silent Hill. Hon har även medverkat i andra säsongen av Wednesday där hon spelade Agnes DeMille.

## Filmografi (i urval)
- 2025 – Wednesday (TV-serie)
- 2026 – Return to Silent Hill